# Deprea hirtiflora
Deprea hirtiflora là loài thực vật có hoa trong họ Cà. Loài này được Axelius & D'Arcy mô tả khoa học đầu tiên năm 1993.